# Újfalvi Sándor
Mezőkövesdi Újfalvi Sándor, névváltozat: Ujfalvy (Kackó, 1792. – Kolozsvár, 1866. július 16.) erdélyi magyar emlékiratíró, mecénás, postahivatali igazgató, vadász. Kőrösi Csoma Sándor diáktársa volt a nagyenyedi Bethlen kollégiumban. Wesselényi Miklós, Kisfaludy Sándor és Deák Ferenc barátja volt, ismert szereplője az erdélyi közéletnek.

## Életrajz
Újfalvi Sándor 1792-ben született. Atyja Ujfalvi II. Sámuel, anyja havadi Máté Kata volt. A nagyenyedi Bethlen kollégiumban nevekedett, melynek diákéletéről, közte Kőrösi Csoma Sándorról adatokat közölt emlékirataiban. Jogi tanulmányokra Kolozsvárra, majd Marosvásárhelyre került, hová atyja patvaristának (gyakornoknak) küldte. A jogi neveléshez szükséges kiegészítés ez a gyakorlat. Főnöke: gr. Teleki Mihály, Ujfalvy elbeszélése szerint annyira durván bánt az ifjakkal, hogy Ujfalvy otthagyta. Atyja kívánságára 1814 őszén Bécsbe ment az udvari kancelláriához, hivatalos szolgálatba, útközben beteg lett. (Szamosújvárról Nagyváradig négy napig utazott). Tizennégy napig tartó utazás után ért föl Bécsbe, ott az udvari kancellária szolgálatába léptették.
Feleségül vette 1820-ban Lészai Lőrinc, főkormányszéki tanácsos és neje, Inczédy Anna leányát, Júliát, kit élete végéig, sőt felesége halála után is szeretett. Hivatalt nem vállalt, sőt írja róla Kőváry László — egy megyegyűlésen atyjával véleménykülönbsége volt s elkedvetlenedve a megyei élettől is visszavonult. Újfalvy a szakaturai szolnokdoboka-megyei birtokán gazdálkodott (Romladék-nak nevezte el) s ott jobbágyaik javára, atyai jósággal és anyai gondossággal valósággal államot rendeztek be feleségével.
1841-től királyi hivatalos táblabíró és a Wesselényiek hű barátja volt. Hanyatló napjait Kolozsvárt töltötte s 1854-55-ben emlékiratainak megírásával foglalkozott. Birtokát (1400 hold) és belső fekvőségét a kolozsvári Nemzeti Színháznak hagyta.

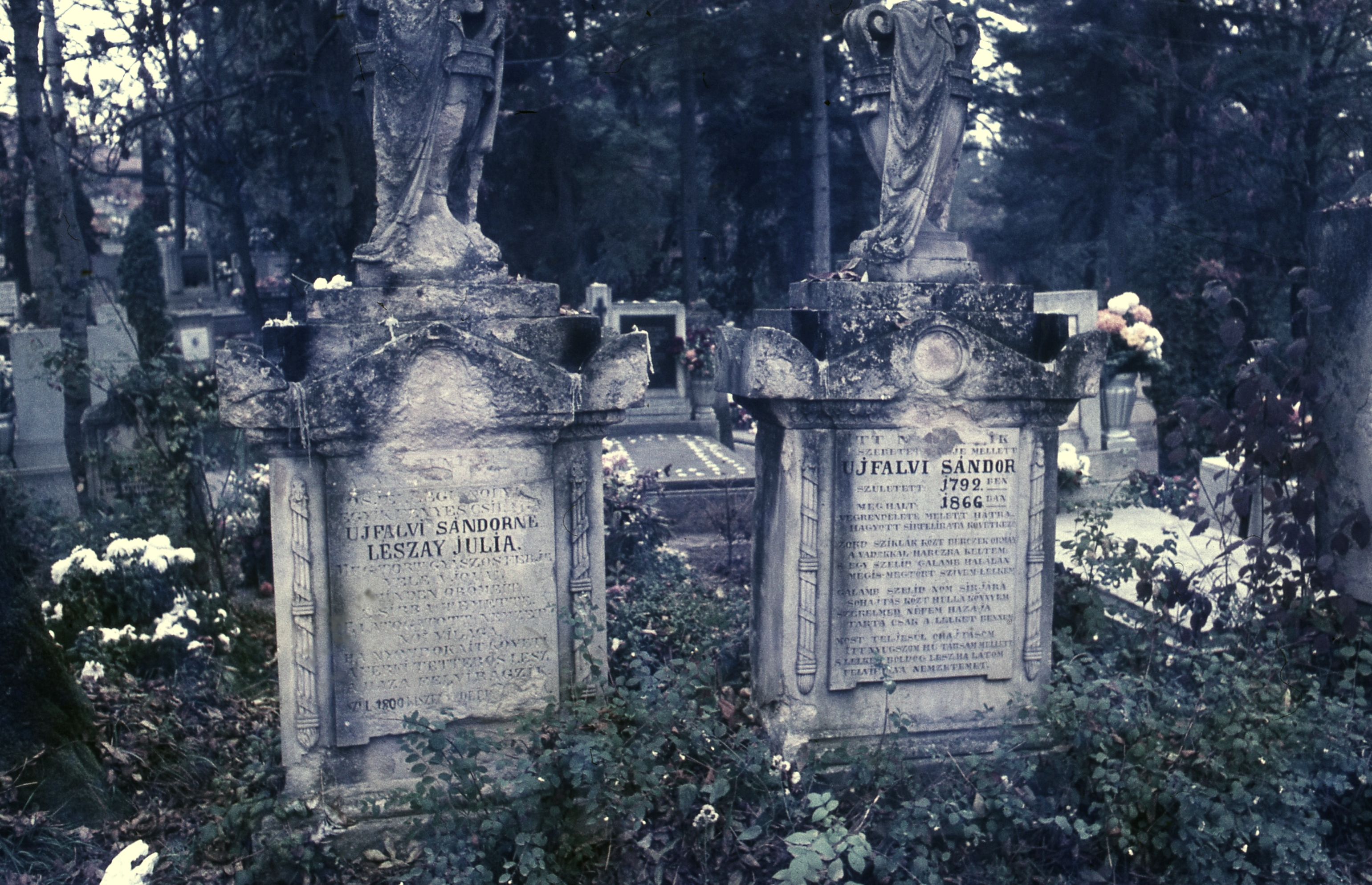
Újfalvi Sándor és felesége sírja (Fortepan, 1988)

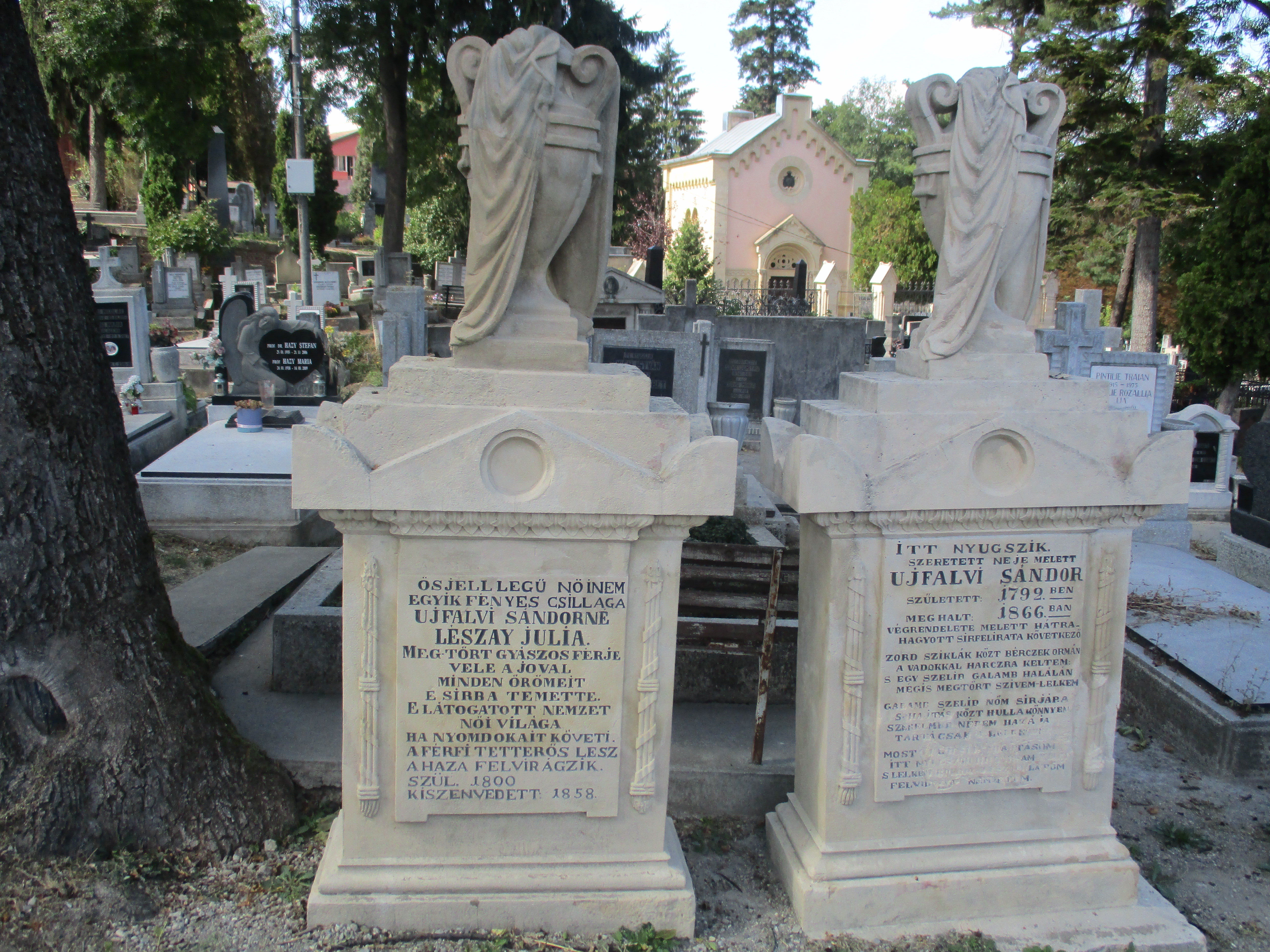
A felújított sírok 2019-ben

## Művei
- Az Erdélyi régibb és közelebbi vadászatok és vadak, Kriterion Könyvkiadó, Bukarest, 1990.
- Mezőkövesdi Újfalvy Sándor emlékiratai, Erdélyi Múzeum-Egyesület, Kolozsvár, 1941